# Амер, Жан Жером
Жан Жером Амер (фр. Jean Jérôme Hamer; 1 июня 1916, Брюссель, Бельгия — 2 декабря 1996, Рим, Италия) — бельгийский куриальный кардинал и ватиканский сановник, доминиканец. Титулярный архиепископ Лориума с 14 июня 1973 по 25 мая 1985. Секретарь Священной Конгрегации доктрины веры с 14 июня 1973 по 8 апреля 1984. Про-префект Конгрегации по делам институтов посвящённой жизни и обществ апостольской жизни с 8 апреля 1984 по 27 мая 1985. Префект Конгрегации по делам институтов посвящённой жизни и обществ апостольской жизни с 27 мая 1985 по 21 января 1992. Кардинал-дьякон с титулярной диаконией Святого Саба с 25 мая 1985 по 29 января 1996. Кардинал-священник pro hac vice с титулом церкви Святого Саба с 29 января 1996.